# 查爾斯·黑斯廷斯
查爾斯·黑斯廷斯（英語：Charles Hastings，1794年1月11日—1866年7月30日），是一個外科醫生，並於1832年7月19日創立了英國醫學會BMA，（當時稱為省內外科協會）。
他還是一名著名的終身慈善家，將自己的錢投資於旨在改善公共衛生的新住房，並創立了伍斯特自然歷史博物館。